# 唐焕烽
唐焕烽（2001年5月20日—，游戏ID：huanfeng），中国《英雄联盟》电子竞技运动员，现苏宁电子竞技俱乐部下路选手，英雄联盟2020赛季全球总决赛亚军成员。